# Principato di Waldeck-Pyrmont
Il Principato di Waldeck (o in seguito Principato di Waldeck-Pyrmont) fu uno stato della Confederazione Germanica prima e dell'Impero tedesco poi, sino al 1918 quando divenne uno stato costituente la Repubblica di Weimar. Attualmente è compreso nei territori dell'Assia e della Bassa Sassonia (Germania).

## Storia
Waldeck divenne un dominio parte del Sacro Romano Impero dal XIII secolo dopo che Adolf, figlio del conte Heinrich di Schwalenberg, aveva acquistata nel 1150 la rocca di Waldeck in Assia, assumendone il titolo signorile (1189).
Nel XIII secolo la famiglia si ripartì nelle linee di Schwalenberg, Pyrmont (estinta nel XV secolo) e Waldeck. Quest'ultimo ramo nel 1349, acquistò il titolo di conti dell'impero e nel 1397, alla morte di Enrico V si suddivisero a loro volta nei rami di Wildungen (Filippo I), Eisenberg Pyrmont (Filippo II) e Landau.
I possessi dei Landau furono ereditati, con l'estinzione del ramo (1495), dagli Eisenberg insieme alla contea di Pyrmont (Waldeck zu Eisenberg und Pyrmont, 1631).
Cristiano Ludovico di Wildungen (1635-06), di fede evangelica, con l'estinzione degli Eisenberg (Wollrath - 1640), riunì tutti i possessi della famiglia. Nel 1655 la residenza sovrana venne spostata da Waldeck ad Arolsen, sulle rive del fiume Oder, portando la capitale come sede governativa a Korbach fino al 1918.
Il figlio Federico Antonio Ulrico (1676-28), assunse il titolo ereditario di principe dell'impero (1682), ratificato con investitura imperiale il 6 gennaio 1712 da Carlo VI d'Asburgo con diritto di voto e seggio al Reichstag.
Nel 1776, per reintegrare i fondi statali, il principe, generale Cristiano Augusto (1750-98), inviò un reggimento di 600 soldati mercenari a fianco degli Inglesi nella guerra delle colonie nordamericane. Il centro termale di Pyrmont divenne dalla seconda metà del XVIII secolo famoso e alla moda in tutto l'impero con la frequentazione di Federico II di Prussia.
Durante la parentesi napoleonica, dal 1807 al 1817, il principato fu diviso tra i due fratelli Federico (1763-12) che ebbe Waldeck, con il quale si estinse la linea anziana diretta, e Giorgio (1806-13) che ricevette la parte della contea di Pyrmont, partecipando però alla Dieta con un solo voto collettivo (1809).
L'indipendenza del Principato venne ribadita dal Congresso di Vienna nel 1815, e Waldeck-Pyrmont divenne membro della Confederazione Germanica. Giorgio II Federico Enrico (1813 - 15 maggio 1845), unificati i due principati, mutò il titolo da "Prinz zu Waldeck und Fürst zu Pyrmont" in "Fürst zu Waldeck und Pyrmont" e lo riorganizzò nei baliaggi di Arolsen, Waldeck, Wildungen, Landau ed Eisenberg, Korbach, Adorf, Bergheim e, per l'exclave della contea di Pyrmont, nei baliaggi di Pyrmont, Bromberg e Schwalenberg, per un'estensione di circa km² 1055, entrando nello Zollverein prussiano (1819).
Il figlio Giorgio III Vittorio (1845-93), dopo la reggenza della madre, Emma d'Anhalt-Bernburg-Schaumburg (1845-52), al governo dal 17 agosto 1852, seguì le sorti tedesche, subendo le direttive politiche della limitrofa potenza prussiana.
Infatti, nel 1867, a seguito delle difficoltà finanziarie, con apposita convenzione, per sopperire al mantenimento economico delle finanze statali, fu costretto ad affidare l'amministrazione pubblica dello stato al governo prussiano, ipotecandone la futura indipendenza, anche se mantenne la propria sovranità legislativa (nel 1922, l'ex principato venne assorbito dalla Prussia e così la parte di Waldeck nel 1929).
Nel 1871 il Principato divenne uno stato membro dell'Impero tedesco.
Fino al 1875, quando si unifica col marco l'unità di moneta tedesca, nel principato circola il tallero pari a 30 Silbergroschen (360 Pfennige).
Nel 1905, Waldeck and Pyrmont avevano un'area di 1121 km² e una popolazione di 59.000 abitanti.
La casa principesca di Waldeck and Pyrmont era strettamente imparentata con la casata reale dei Paesi Bassi: l'ultimo principe reggente, Federico, era il fratello della regina consorte olandese Emma.
Il ramo cadetto, luterano, generato dal conte Cristiano Ludovico di Waldeck-Eisenberg von Pyrmont (-1763), con Giosia di Waldeck-Bergheim (-1788) che sposa Dorotea Sofia di Solms-Assenheim zu Limpurg-Gaildorf, diviene sovrano congiunto, con voto alla dieta dei conti franconi, della contea condominiale di Limpurg-Gaildorf, cui succedono i figli Carlo (1788-06), Giorgio (-1826) e Carolina (-1806), coniugata (1807) con Georg von Stuckrad (1783-76) e la cognata Carolina di Solms-Assenheim (1774-01).
La linea continua con il conte Adalberto Guglielmo Carlo di Waldeck, Pyrmont e Limpurg Gaildorf succeduto a Carlo (-21.1.1849) sotto la tutela della madre Karoline, baronessa von Schilling von Cannstadt, elevata al rango di contessa (16.4.1819) dal re del Württemberg.
Alla fine della prima guerra mondiale, con la capitolazione della monarchia, lo stato entrò a far parte dei territori della Repubblica di Weimar.
Il 30 novembre 1921, seguendo un plebiscito locale, la città ed il distretto di Pyrmont vennero incorporati nella provincia prussiana dell'Hannover. Il rimanente dello Stato Libero di Waldeck venne incorporato alla Prussia nel 1929, seguendo un altro plebiscito, e divenendo parte della provincia dell'Assia-Nassau. Questo territorio è attualmente parte del distretto di Waldeck-Frankenberg, in Assia.

## Reggenti e capi di governo

### Conti e principi di Waldeck

#### Conti di Waldeck
- 1137–1185: Volkwin I
- 1185–1209: Enrico I
  - 1185–1189: Widukind
  - 1185–1223: Ermanno
  - 1214–1249: Volkwin II
  - 1218–1270: Adolfo I
- 1270–1271: Adolfo II
- 1271–1305: Ottone I
- 1305–1344: Enrico II
- 1344–1369: Ottone II
  - 1344–1349: Enrico III
- 1369–1397: Enrico IV

Divisione in Waldeck-Landau e Waldeck-Waldeck

#### Conti di Waldeck-Landau (linea maggiore)
- 1397–1431: Adolfo III
- 1431–1459: Ottone III
- 1459–1495: Ottone IV

Estinzione della linea maggiore di Landauer; Waldeck-Landau viene divisa fra Waldeck-Eisenberg e Waldeck-Wildungen

#### Conti di Waldeck-Waldeck (linea minore)
- 1397–1444: Enrico V
- 1442/44–1475: Volrado I
- 1475: Filippo I
- 1475–1486: Enrico VI (Tutore e reggente di Filippo II)

Divisione in Waldeck-Eisenberg e Waldeck-Wildungen nel 1486 

#### Conti di Waldeck-Eisenberg (linea maggiore)
- 1474–1524: Filippo II
- 1524–1539: Filippo III

Figlio di Filippo II fu Francesco di Waldeck, Vescovo di Minden, Münster e Osnabrück
Divisione nella linea di intermedia di Waldeck-Eisenberg e linea minore di Waldeck-Landau

#### Conti di Waldeck-Landau (linea minore)
- 1539–1567 Giovanni I
- 1567–1579 Filippo III
- 1579–1597 Francesco

1597 Estinzione della nuova minore di Landau; Waldeck-Landau viene divisa fra Waldeck-Eisenberg e Waldeck-Wildungen

#### Conti di Waldeck-Eisenberg (linea intermedia)
- 1539–1578: Volrado II
- 1578–1588: Giosia I
- 1588–1638: Cristiano (fondatore della nuova linea di Wildungen nel 1607)
  - 1588–1607: Volrado III (fondatore della nuova linea di Eisenberg nel 1607)

Divisione in Waldeck-Eisenberg (linea minore) e Waldeck-Wildungen (linea minore) nel 1607

#### Conti di Waldeck-Eisenberg (linea minore)
- 1607–1640: Volrado III (fino al 1607 con Cristiano co-reggente a Waldeck-Eisenberg)
- 1640–1645: Filippo Teodoro[1]
- 1645–1664: Enrico Volrado
- 1664–1692: Giorgio Federico

Nel 1682 l'Imperatore Leopoldo I eleva la contea a principato. Alla morte di Cristiano Ludovico di Waldeck-Wildungen, suo figlio Federico Antonio Ulrico eredita il Principato, riunendo la Contea di Waldeck.

#### Conti di Waldeck-Wildungen (linea maggiore)
- 1486–1512: Enrico VII
- 1513–1574: Filippo IV
- 1574–1577: Daniele
- 1577: Enrico IX
- 1577–1585: Gundicaro
- 1585–1598: Guglielmo Ernesto

#### Conti di Waldeck-Wildungen (linea minore)
- 1607–1637: Cristiano (fino al 1607 conte di Waldeck-Eisenberg (linea intermedia)
- 1638–1645: Filippo VII
- 1645–1706: Cristiano Ludovico
- 1645–1669: Giosia II (Formalmente co-reggente di Cristiano Ludovico di tre uffici[2])

#### Conti di Waldeck
- 1645–1706: Cristiano Ludovico

#### Conti di Waldeck-Pyrmont (1706-1712)
- 1706-1712: Federico Antonio Ulrico, figlio di Cristiano Ludovico di Waldeck-Eisenberg

nel 1712 l'Imperatore Carlo VI eleva la contea a principato

#### Principi di Waldeck-Pyrmont (1712-1918)

Stemma del Principato di Waldeck-Pyrmont

- 1712-1728: Federico Antonio Ulrico
- gennaio-maggio 1728: Cristiano Filippo
- 1728-1763: Carlo Augusto Federico
- 1763-1812: Federico Carlo Augusto
- 1812-1813: Giorgio I
- 1813-1845: Giorgio II
- 1845-1893: Giorgio Vittorio
- 1893-1918: Federico; fratello della regina consorte olandese Emma

### Principi di Waldeck-Pyrmont non regnanti dal 1918
- 1918-1946: Federico
- 1946-1967: Giosea
- 1967-: Wittekind Adolfo